# Anton Noori

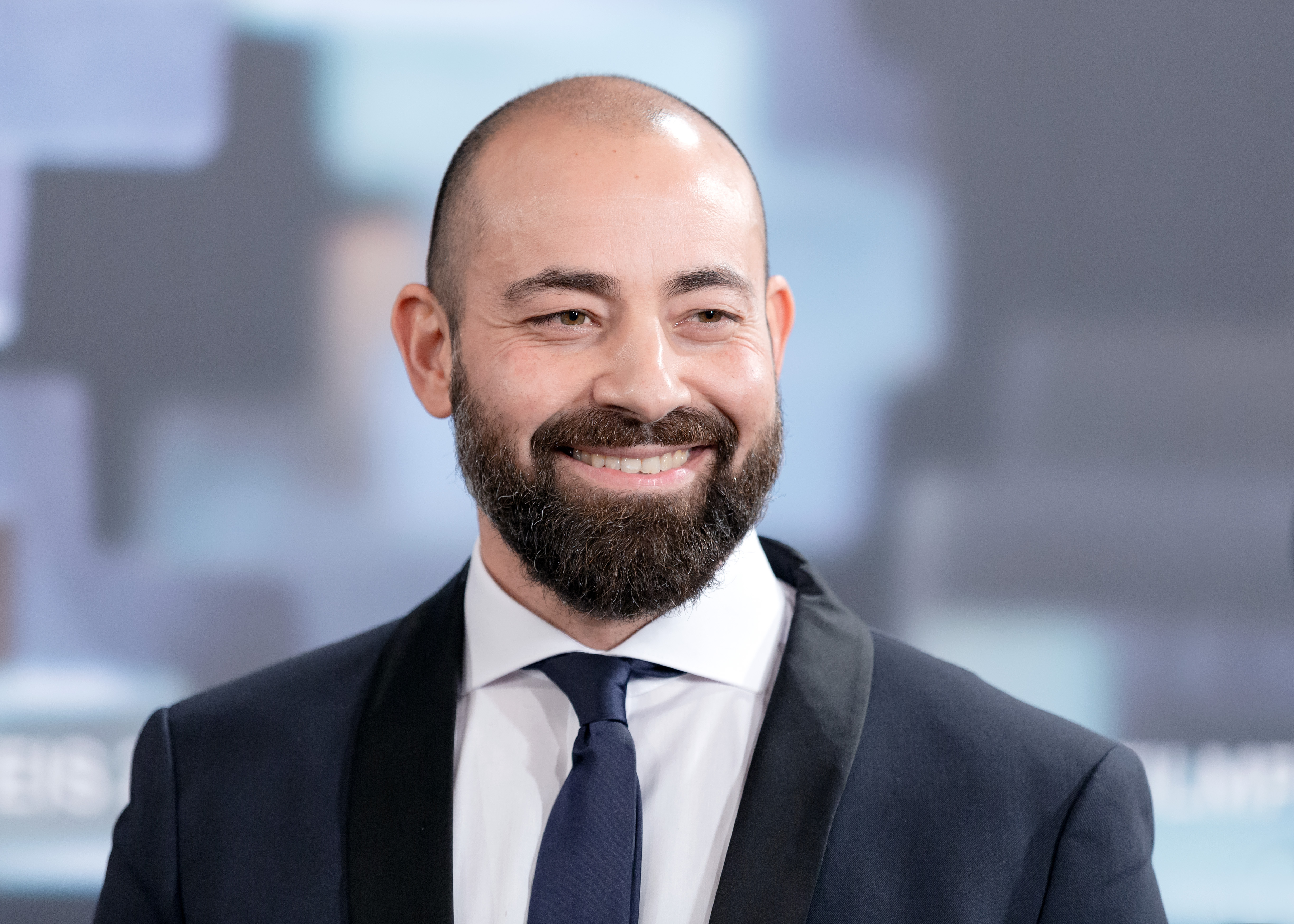
Anton Noori (Österreichischer Filmpreis 2019)

Anton Noori (* 23. April 1975 in Waidhofen an der Ybbs) ist ein österreichischer Schauspieler mit iranischen Wurzeln.

## Leben
Seit 2006 ist Anton Noori verheiratet und hat zwei Kinder, sein Sohn Liam Noori ist ebenfalls Schauspieler. Bis 2012 war Noori unter dem Namen Anton Nouri bekannt, seit 2013 trägt er den Namen Anton Noori.
Für Cops wurde er mit dem Österreichischen Filmpreis 2019 in der Kategorie Beste männliche Nebenrolle ausgezeichnet.

## Filmografie

### Kino
- 2002: Die Hoffnung (Regie: Christian Mehofer)
- 2004: Ainoa (Regie: Marco Kalantari)
- 2010: 22:43 – Das Schicksal hat einen Plan (Regie: Markus Hautz)
- 2012: Anfang 80 (Regie: Gerhard Ertl, Sabine Hiebler)
- 2014: Der letzte Tanz (Regie: Houchang Allahyari)
- 2018: Cops (Regie: Stefan A. Lukacs)
- 2019: Nevrland (Regie: Gregor Schmidinger)
- 2021: Me, We (Regie: David Clay Diaz)
- 2022: Geschichten vom Franz (Regie: Johannes Schmid)
- 2022: Eismayer (Regie: David Wagner)
- 2024: What a Feeling (Regie: Katharina Rohrer)
- 2024: Pfau (Regie: Bernhard Wenger)
- 2024:Woodwalkers (Regie: Damian John Harper)

### Fernsehen
- 2005–2007: Wege zum Glück
- 2009: Der Winzerkönig (Regie: Claudia Jüptner)
- 2010: Isenhart – Die Jagd nach dem Seelenfänger (Regie: Hansjörg Thurn)
- 2011: Die Rache der Wanderhure (Regie: Hansjörg Thurn)
- 2012: Helden (Regie: Hansjörg Thurn)
- 2017: SOKO Donau – Die Entscheidung
- 2019: Herzjagen
- 2020: Wischen ist Macht (Fernsehserie; Folgen Veni vidi wischi und Ab in den Keller)
- 2020: Tatort: Pumpen
- 2020: SOKO Donau – Full House
- 2020: Ostfrieslandkrimi – Ostfriesengrab
- 2023: Der Metzger traut sich (Fernsehfilm)
- 2024: SOKO Linz – Get rich quick (Fernsehserie)
- 2024: Die Fälle der Gerti B. (Fernsehserie)
- 2024: Tatort: Es grünt so grün, wenn Frankfurts Berge blüh’n (Fernsehreihe)
- 2025: Wiener Blut – Berggericht (Fernsehreihe)
- 2025: Die Nichte des Polizisten (Fernsehfilm)

### Kurzfilme
- 2002: Dreynschlag (Regie: Marco Kalantari)
- 2003: Die Grauzone (Regie: Karl Bretschneider)
- 2007: rush (Regie: Sebastian Mattukat)
- 2012: Void (Regie: Stefan Lukacs)
- 2016: Omid (Regie: Milad Klein)[5]
- 2022: Weber & Breitfuß

## Theater (Auswahl)
- 2002–2004: Amerika/Der Verschollene von Franz Kafka
- 2002–2004: The Zoostory (Regie: Ulf Dückelmann)
- 2002–2005: Der Prozess von Franz Kafka – ein Monolog
- 2004: Maria Stuart (Max Reinhardt Seminar Wien) (Regie: Veronica Rignall)
- 2005: Dämonen von Lars Norén (Max Reinhardt Seminar Wien) (Regie: Veronica Rignall)
- 2007: Das Fest von Thomas Vinterberg (Regie: Ulf Dückelmann)
- 2009: Der Alltag des Bösen (Regie: Ulf Dückelmann)
- 2011: Das Begräbnis von Thomas Vinterberg (Regie: Ulf Dückelmann)
- 2013: Kasimir und Karoline von Ödön von Horváth (Regie: Ulf Dückelmann)